# Звезде Гранда (10. сезона)
Десета сезона такмичења Звезде Гранда одржана је 2015/2016 године. Имала је сталну поставу жирија коју су чинили Саша Поповић, Јелена Карлеуша, Ана Бекута, Марија Шерифовић, Шабан Шаулић (последњи пут), Снежана Ђуришић, Аца Лукас (у полуфиналу) и Вики Миљковић (која се прикључила од другог круга). Финала је одржано 15. јула 2016. у сарајевској Зетри, а победник је био Ибро Бублин. Водитељи су били Воја Недељковић и Сања Кужет.

## Такмичари
- Ибро Бублин из Сарајева (прво место)[2]
- Фатмир Сулејмани из Брчког (друго место)
- Ермин Реџић Буби из Босанске Крупе (треће место)[3]
- Никола Ајдиновић из Куршумлије[4]
- Александра Младеновић из Житорађе
- Урош Живковић из Београда[5]
- Дејана Ерић из Београда
- Марина Стефановић из Београда[6]
- Фарук Дуран из Вогошће[7]
- Ненад Манојловић  из Сремске Митровице[8]
- Звездана Стефановић из Старе Пазове[9]
- Денис Ибрахимовић из Ниша[10]
- Маријана Катић из Париза

У овој сезони такође су се такмичили Никола Бокун (по други пут), Саво Перовић (по други пут), Игор Гмитровић и Теа Таировић.

## Након такмичења
Победник је као награду добио аутомобил марке "Шкода" и уговор са Грандом, а сви финалисти по песму коју су објавили на заједничком цд-у.
Списак нових песама:
1. Болујем ти од севдаха - Ибро Бублин
2. Кад се душе сретну - Фатмир Сулејмани
3. Моја си крв у венама -  Ермин Реџић Буби
4. Још сам жив - Никола Ајдиновић
5. Мој си нек си најгори - Александра Младеновић
6. Штикле - Урош Живковић
7. Таква жена - Дејана Ерић
8. У инат љубави - Марина Стефановић
9. Посљедње - Фарук Дуран
10. Ти мени ја теби - Ненад Манојловић
11. Дивља мала - Звездана Стевановић
12. Поново - Денис Ибрахимовић
13. Молим те жено - Маријана Катић
14. Најслађе - Игор Гмитровић
15. Одакле ти лова - Никола Бокун
16. Прецртан - Кристина Денић
17. Једна по једна - Милан Ракић
18. Мени одговара - Теа Таировић
19. Крени одмах - Марина Богдановић
20. Дериште - Саво Перовић